# Az UEFA-bajnokok ligája gólkirályai

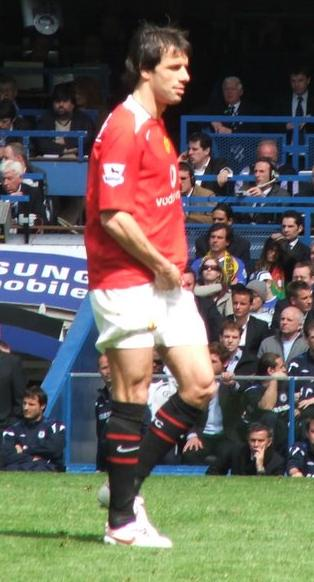
Ruud van Nistelrooy, az UEFA-bajnokok ligája háromszoros gólkirálya

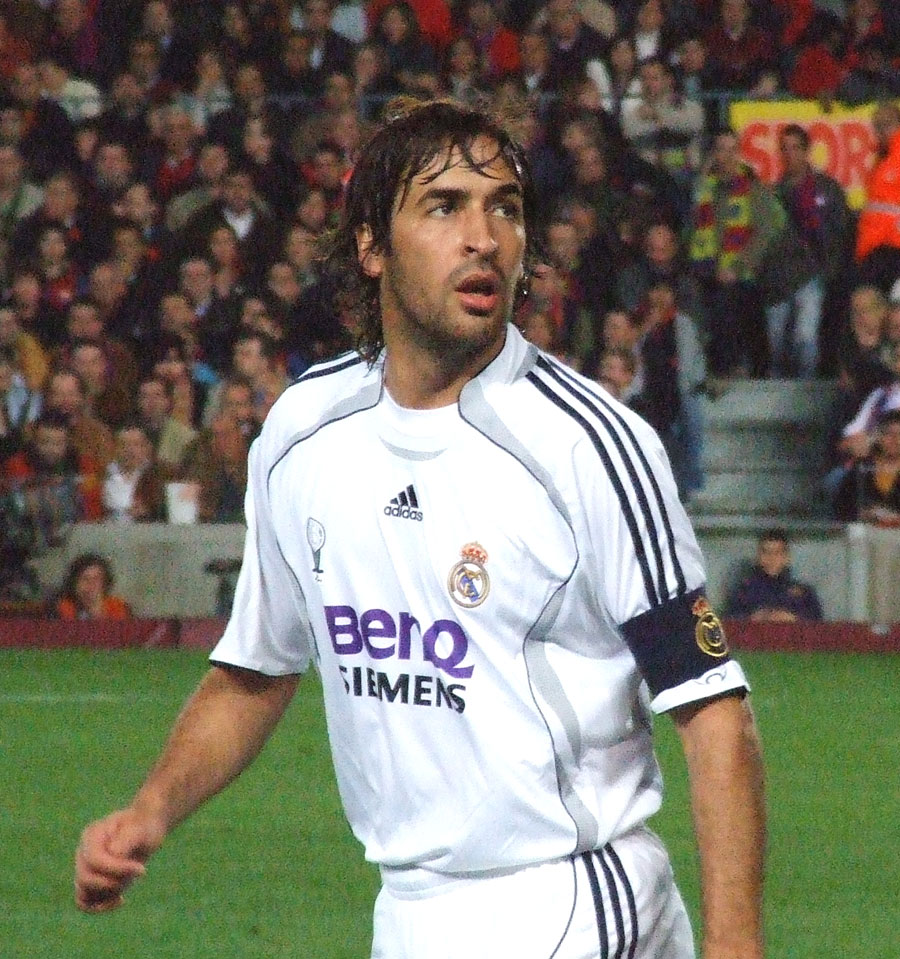
Raúl González Blanco, a bajnokok ligája kétszeres gólkirálya, és az összesített góllövőlistájának harmadik helyezettje

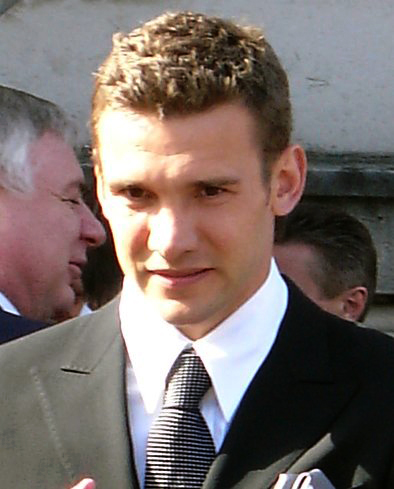
Andrij Sevcsenko kétszeres gólkirály

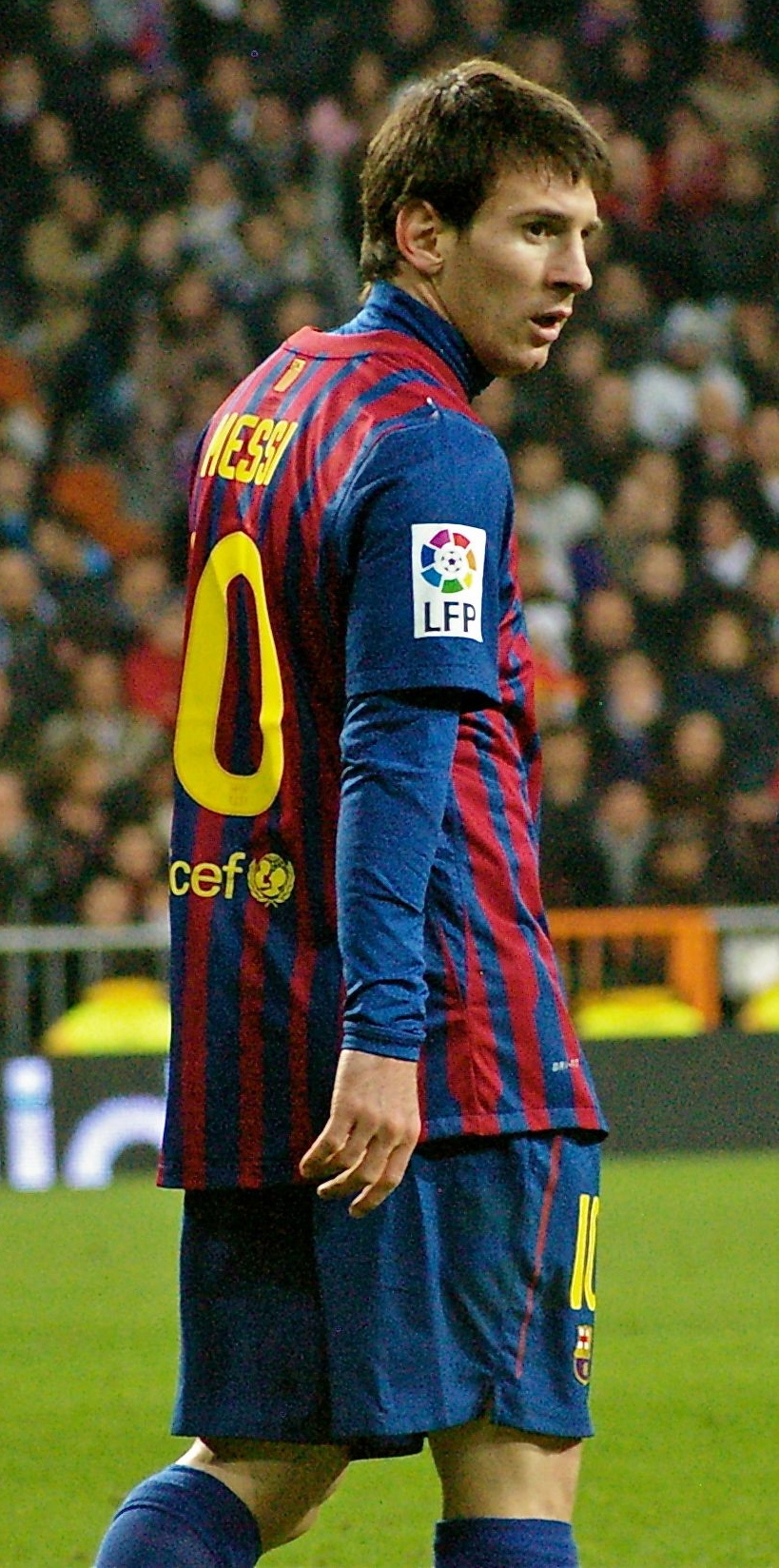
Lionel Messi ötszörös gólkirály.

Az alábbi lista az UEFA-bajnokok ligája gólkirályait mutatja be szezonok szerinti bontásban. A lista nem tartalmazza a selejtezőkben szerzett gólokat, csak a főtáblán elért találatokat veszi számításba.
A legtöbbször Cristiano Ronaldo volt gólkirály, hétszer. Raúl, Van Nistelrooy, Messi és Ronaldo azok a labdarúgók, akik meg tudták védeni a címüket.
Holtverseny három alkalommal alakult ki, 1993–1994-ben Ronald Koeman és Wynton Rufer osztozott a címen, 1998–1999-ben Sevcsenko Dwight Yorkekal lett társgólkirály, míg az 1999–2000-es szezonban hármas holtverseny volt Mário Jardel, Raúl és Rivaldo között és szintén hármas holtverseny volt 2014–2015-ös szezonban Cristiano Ronaldo, Lionel Messi és Neymar között 10 góllal.
A legtöbb találatot egy idényen belül Cristiano Ronaldo érte el (17 gól).
A legkevesebb góllal Milinko Pantić lett gólkirály, az 1996–1997-es idényben 5 alkalommal talált az ellenfelek kapujába.

## Az UEFA-bajnokok ligája gólkirályai
| Szezon    | Játékos              | Klub                   | Gólok |
| --------- | -------------------- | ---------------------- | ----- |
| 1992–1993 | Romário              | PSV Eindhoven          | 7     |
| 1993–1994 | Ronald Koeman        | FC Barcelona           | 8     |
| 1993–1994 | Wynton Rufer         | SV Werder Bremen       | 8     |
| 1994–1995 | George Weah          | Paris Saint-Germain FC | 7     |
| 1995–1996 | Jari Litmanen        | AFC Ajax               | 9     |
| 1996–1997 | Milinko Pantić       | Atlético Madrid        | 5     |
| 1997–1998 | Alessandro Del Piero | Juventus FC            | 10    |
| 1998–1999 | Andrij Sevcsenko     | Dinamo Kijiv           | 8     |
| 1998–1999 | Dwight Yorke         | Manchester United FC   | 8     |
| 1999–2000 | Mário Jardel         | FC Porto               | 10    |
| 1999–2000 | Raúl González Blanco | Real Madrid CF         | 10    |
| 1999–2000 | Rivaldo              | FC Barcelona           | 10    |
| 2000–2001 | Raúl González Blanco | Real Madrid CF         | 7     |
| 2001–2002 | Ruud van Nistelrooy  | Manchester United FC   | 10    |
| 2002–2003 | Ruud van Nistelrooy  | Manchester United FC   | 12    |
| 2003–2004 | Fernando Morientes   | AS Monaco FC           | 9     |
| 2004–2005 | Ruud van Nistelrooy  | Manchester United FC   | 8     |
| 2005–2006 | Andrij Sevcsenko     | AC Milan               | 9     |
| 2006–2007 | Kaká                 | AC Milan               | 10    |
| 2007–2008 | Cristiano Ronaldo    | Manchester United FC   | 8     |
| 2008–2009 | Lionel Messi         | FC Barcelona           | 9     |
| 2009–2010 | Lionel Messi         | FC Barcelona           | 8     |
| 2010–2011 | Lionel Messi         | FC Barcelona           | 12    |
| 2011–2012 | Lionel Messi         | FC Barcelona           | 14    |
| 2012–2013 | Cristiano Ronaldo    | Real Madrid CF         | 12    |
| 2013–2014 | Cristiano Ronaldo    | Real Madrid CF         | 17    |
| 2014–2015 | Cristiano Ronaldo    | Real Madrid CF         | 10    |
| 2014–2015 | Lionel Messi         | FC Barcelona           | 10    |
| 2014–2015 | Neymar               | FC Barcelona           | 10    |
| 2015–2016 | Cristiano Ronaldo    | Real Madrid CF         | 16    |
| 2016–2017 | Cristiano Ronaldo    | Real Madrid CF         | 12    |
| 2017–2018 | Cristiano Ronaldo    | Real Madrid CF         | 15    |
| 2018–2019 | Lionel Messi         | Barcelona              | 12    |
| 2019–2020 | Robert Lewandowski   | Bayern München         | 15    |
| 2020–2021 | Erling Haaland       | Borussia Dortmund      | 10    |
| 2021–2022 | Erling Haaland       | Real Madrid CF         | 15    |
| 2022–2023 | Erling Haaland       | Manchester City FC     | 12    |
| 2023–2024 | Harry Kane           | Bayern München         | 8     |
| 2023–2024 | Kylian Mbappé        | Paris Saint-Germain FC | 8     |